# اوزون‌تالا (قاخ)
اوزون‌تالا (به لاتین: Uzuntala) یک منطقه مسکونی در جمهوری آذربایجان است که در شهرستان قاخ واقع شده است. اوزون‌تالا ۱۲۲ نفر جمعیت دارد.